# ماثيو لويد (لاعب كرة قدم أسترالية)
ماثيو لويد (بالإنجليزية: Matthew Lloyd)‏ هو لاعب كرة قدم أسترالية أسترالي، ولد في 16 أبريل 1978 في ملبورن في أستراليا.

## وصلات خارجية
- ماثيو لويد على موقع AustralianFootball.com (الإنجليزية)
- ماثيو لويد على موقع AFLtables.com (الإنجليزية)